# Rosalind Miles
Rosalind Miles es una escritora y crítica literaria inglesa. 
Hizo sus estudios universitarios en el St Hilda's College, en la Universidad de Oxford, obteniendo cinco grados en todo. Su doctorado fue en el Shakespeare Institute, en la Universidad de Birmingham. Inicialmente se interesó por literatura shakespeariana, y posteriormente direcioó sus esfuerzos para estudios de género.
Como interés adicional, desarrolló estudios en el área jurídica, actuando como jueza lega en juzgados de lo criminal y de familia, y en algunas ocasiones en la corte superior de Coventry.
Escribió diversos trabajos de ficción y no-ficción. De entre ellos, merece importancia la novela de no-ficción feminista The Women's History of the World.

## Trabajos

### No-ficción
- The Fiction of Sex: Themes and Functions of Sex Difference in the Modern Novel
- The Problem of Measure for Measure
- Ben Jonson: His Life and Work
- Ben Jonson: His Craft and Art
- The Female Form: Women Writers and the Conquest of the Novel
- Danger! Men At Work
- Modest Proposals
- Women and Power
- The Women's History of the World (USA: 'Who Cooked the Last Supper')
- The Rites of Man: Love, Sex and Death in the Making of the Male (US: Love, Sex and Death and the Making of the Male)
- The Children We Deserve: Love and Hate in the Making of the Family

With Robin Cross:
- Hell Hath No Fury True stories of women at war from antiquity to Iraq.
- Warrior Women 3000 years of courage and heroism

### Ficción
- Return to Eden
- Bitter Legacy
- Prodigal Sins
- Act of Passion
- I, Elizabeth: the Word of a Queen Reader's Guide

- The Guenevere trilogy: Reader's Guide
  - Guenevere, Queen of the Summer Country
  - The Knight of the Sacred Lake
  - The Child of the Holy Grail

- The Isolde trilogy:
  - The Queen of the Western Isle
  - The Maid of the White Hands
  - The Lady of the Sea